# Worms Reloaded
Worms Reloaded est un jeu vidéo d'artillerie développé par Team17. Il est sorti le 26 août 2010. Cet opus, contrairement aux précédents sur PC, est en 2D et retrouve donc l'affichage classique de la série Worms.